# Johan Henrik Frisenheim
Johan Henrik Frisenheim (före adlandet Frisius), död 12 oktober 1737 i Villmanstrand, var en svensk köpman och landshövding.
Johan Henrik Frisenheim var son till kyrkoherden i tyska församlingen i Nyen Johan Henrik Frisius. 1691 erhöll han burskap som handelsman i Nyen, men tvingades sedan staden erövrats av ryssarna att i stället slå sig ned i Viborg. 1710 blev han krigskommissarie vid finska armén, 1713 överkrigskommissarie, 1716 krigsråd och samma år adlad. Han utsågs 1721 till landshövding i Kymmenegårds och Nyslotts län. Johan Henrik Frisenheim upphöjdes 1727 till friherrligt stånd.